# Gaëtan Robail
Gaëtan Robail (ur. 9 stycznia 1994 w Saint-Pol-sur-Ternoise) – francuski piłkarz występujący na pozycji napastnika we francuskim klubie Valenciennes. Wychowanek Arras FA, w trakcie swojej kariery grał także w takich zespołach, jak Paris Saint-Germain B, Cercle Brugge, RC Lens oraz EA Guingamp.